# Morénosite
La morénosite est un minéral de la famille des sulfates qui appartient au groupe de l'épsomite. Il est nommé d'après le pharmacien et chimiste espagnol de l'Académie royale des sciences naturelles Antonio Moreno Ruiz (ca) (1796-1852).

## Caractéristiques
La morénosite est un minéral vert émeraude ou blanc verdâtre d'éclat vitreux qui cristallise dans le système orthorhombique. Il se trouve sous forme de petits cristaux, stalactites ou croûtes. Les cristaux naturels présentent une forme aciculaire et les cristaux synthétiques sont prismatiques. Sa formule est NiSO4·7H2O, il est soluble dans l'eau et il se déshydrate à l'air libre, se transformant en retgersite (NiSO4·6H2O). Pour éviter la perte d'eau, il doit être conservé dans un récipient fermé ou en plastique. Il forme une série de solution solide complète avec l'épsomite (MgSO4·7H2O).

## Classification
Selon la classification de Nickel-Strunz, la morénosite appartient à "07.CB: Sulfates (séléniates, etc.) sans anions additionnels, avec H2O, avec des cations de taille moyenne", avec les minéraux suivants : dwornikite, gunningite, kiesérite, poitevinite, szmikite, szomolnokite, cobaltkiesérite, sandérite, bonattite, aplowite, boyléite, ilésite, rozénite, starkeyite, drobecite, cranswickite, chalcanthite, jôkokuite, pentahydrite, sidérotile, bianchite, chvaleticéite, ferrohexahydrite, hexahydrite, moorhouséite, nickelhexahydrite, retgersite, biebérite, boothite, mallardite, mélantérite, zinc-mélantérite, alpersite, epsomite, goslarite, alunogène, méta-alunogène, aluminocoquimbite, coquimbite, paracoquimbite, rhomboclase, kornélite, quenstedtite, lausénite, lishizhénite, römerite, ransomite, apjohnite, bilinite, dietrichite, halotrichite, pickeringite, redingtonite, wupatkiite et méridianiite.

## Formation et gisements
C'est un minéral secondaire que l'on trouve dans la zone oxydée de gisements minéraux hydrothermaux qui contiennent du nickel. Il se forme en solution aqueuse à une température inférieure à 31,5 °C. Les gisements de morénosite sont assez rares. Le topotype est situé au Cap Ortegal (La Corogne, Espagne). Il est habituellement associé à d'autres minéraux tels que la retgersite, la nickelhexahydrite, l'annabergite et la millérite.